# Firefox Lockwise
Firefox Lockwise fue un gestor de contraseñas para el navegador web Mozilla Firefox, así como para los sistemas operativos móviles iOS y Android. En equipos de escritorio, Lockwise fue simplemente parte de Firefox, mientras que en iOS y Android estaba disponible como una aplicación independiente.
Si Firefox Sync estaba activado (con una cuenta de Firefox), Lockwise sincronizaba las contraseñas entre todos los dispositivos que tienen instalado Firefox. También incluía un generador aleatorio de contraseñas.

## Historia
Desarrollado por Mozilla, fue bautizado originalmente como Firefox Lockbox en 2018. Fue renombrado a Lockwise en mayo de 2019. Fue introducido al sistema operativo iOS en julio de 2018 como parte del programa de pruebas. El 26 de marzo de 2019 fue lanzado para el sistema Android.
En computadoras de escritorio, Lockwise comenzó como un complemento del navegador. Las versiones alfa fueron publicadas entre marzo y agosto de 2019. Desde la versión 70 de Firefox, Lockwise estuvo integrado en el navegador (accesible en about:logins), reemplazando así al antiguo gestor de contraseñas que se presentaba en una ventana emergente.
A comienzos de diciembre de 2021, Mozilla envió un comunicado a los usuarios del gestor comunicándoles lo siguiente: «El 13 de diciembre de 2021, el navegador Firefox "reabsorberá" oficialmente Firefox Lockwise. Después de esa fecha, los usuarios actuales de Lockwise podrán seguir accediendo a sus contraseñas guardadas y a su gestión de contraseñas en los navegadores Firefox de escritorio y móvil».